# Feeling the Space
Feeling the Space ist das vierte Solo-Studioalbum von Yoko Ono. Gleichzeitig ist es einschließlich der drei Avantgarde-Alben sowie  Some Time in New York City mit ihrem Ehemann John Lennon und des Live-Albums der Plastic Ono Band das insgesamt neunte Album Yoko Onos. Es wurde am 16. November 1973 in Großbritannien und am 2. November 1973 in den USA veröffentlicht.
Als Interpreten wurden auf dem Cover Yoko Ono with The Plastic Ono Band & Something Different angegeben.

## Entstehungsgeschichte

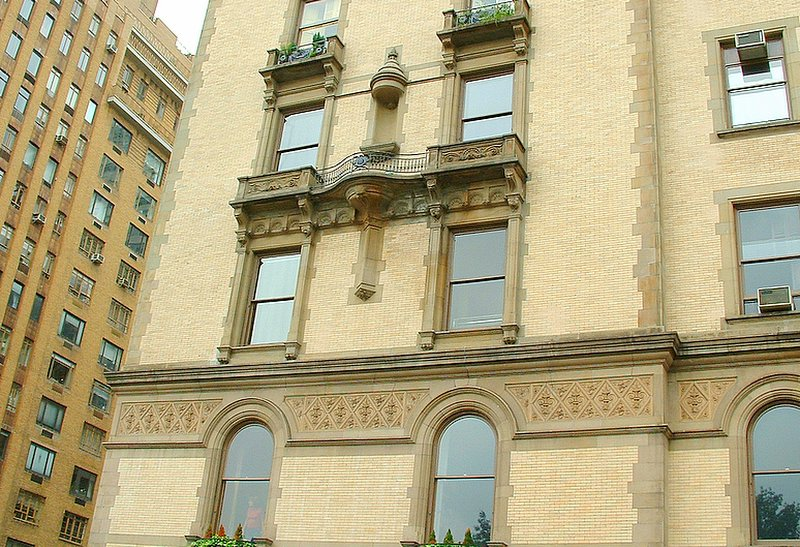
John Lennons Apartment im Dakota-Gebäude in New York

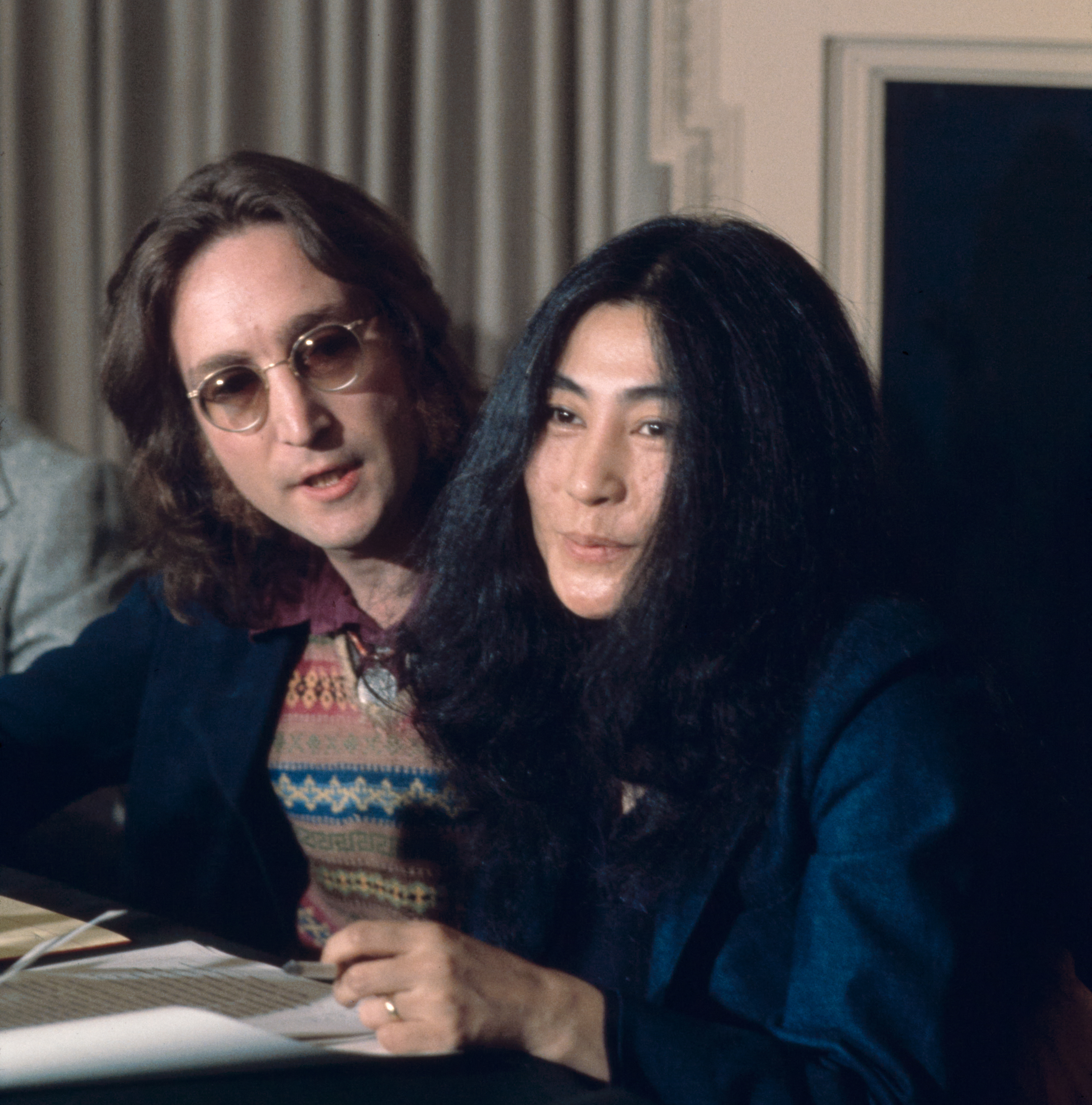
John Lennon und Yoko Ono, April 1973

Im Februar des Jahres 1973 begann der Umzug der Lennons in ein Appartement des Dakota-Buildings, West 72nd Street am Central Park in New York, obwohl zu diesem Zeitpunkt die Probleme mit der angedrohten Ausweisung von John Lennon aus den USA rechtlich noch nicht geklärt waren, während Yoko Ono am 23. März 1973 eine dauernde Aufenthaltsgenehmigung für die USA erhielt.
Im Begleittext zur CD-Kompilation Onobox erwähnt Yoko Ono, dass Feeling the Space ursprünglich als Doppelalbum konzipiert war und dass die Inspiration zu dem Album unter anderen durch den Besuch der „International Women’s Conference“ in Cambridge im Juni 1973 kam. So sind auch die Texte überwiegend feministisch.
Aufgenommen wurden die Lieder vor den Aufnahmesessions zu John Lennons Album Mind Games, die im August 1973 in den Record Plant-East in New York begannen, also wahrscheinlich im Juni/Juli 1973. Die Produktionsarbeiten übernahm erstmals ausschließlich Yoko Ono, sodass auch die Zusammenarbeit mit John Lennon vorübergehend beendet wurde, er wirkte nur sporadisch bei zwei Liedern des Albums mit, Lennon übernahm aber für sein Album anschließend die Studiomusiker von Feeling the Space. Die Musik des Albums ist teilweise pop-orientiert und wirkt insgesamt kommerzieller ausgerichtet als die Vorgängeralben.
Weitere aufgenommene, aber nicht verwendete Lieder sind:
1. It’s Been Very Hard
2. Mildred, Mildred
3. Left Turn’s the Right Turn
4. Potbelly Rocker
5. Warrior Woman

Diese Titel sind auf der Onobox (CD 3) erhältlich.
Nach Beendigung der Arbeiten an dem Album Feeling the Space trennten sich Yoko Ono und John Lennon. Yoko Ono bat anschließend May Pang, dessen Sekretärin und Presseagentin, John Lennon zu begleiten. John Lennon und May Pang hatten während des sogenannten „Lost Weekend“, das 18 Monate dauern sollte, eine Affäre. Am 18. September 1973 verließen John Lennon und May Pang New York City und begaben sich nach Los Angeles.
Yoko Ono trat im November 1973 für drei Tage im Bitter End Club in New York City auf, es folgte ein weiterer Auftritt am 25. Dezember 1973 mit David Spinozza in der Cathedral of Saint John the Divine.
Beim Album Feeling the Space wurde letztmals, bis zur Veröffentlichung des Albums Between My Head and the Sky im Jahr 2009, als Begleitband die Plastic Ono Band aufgeführt.

## Cover
Die Covergestaltung übernahmen Yoko Ono sowie John Hoernle. Das Coverfoto stammt von Bob Gruen.

## Titelliste
Alle Titel des Albums wurden von Yoko Ono komponiert.
- Seite 1

1. Growing Pain – 3:50
2. Yellow Girl (Stand by for Life) – 3:13
3. Coffin Car – 3:29
4. Woman of Salem – 3:09
5. Run, Run, Run – 5:07
6. If Only – 3:40

- Seite 2

1. A Thousand Times Yes – 3:00
2. Straight Talk – 2:50
3. Angry Young Woman – 3:51
4. She Hits Back – 3:48
5. Woman Power – 4:50
6. Men, Men, Men – 4:01

- CD-Bonustitel (1997/2017)

1. I Learned to Stutter/Coffin Car – 6:51 (1997/2017)
2. Potbelly Rocker – 2:44 (2017)
3. It’s Been Very Hard – 5:59 (2017)
4. Warrior Woman – 5:03 (2017)
5. Left Turn’s the Right Turn – 2:13 (2017)
6. Mildred, Mildred – 5:59 (2017)
7. Mildred, Mildred (Demo) – 3:36 (1997/2017)

## Wiederveröffentlichung
- Die Erstveröffentlichung des vollständigen Albums im CD-Format erfolgte von Rykodisc Records am 22. Juli 1997 und beinhaltet zwei zusätzliche Lieder, die beide nicht von den Aufnahmesessions stammen. Learned to Stutter/Coffin Car ist eine Live-Aufnahme von John Lennon (Gitarre) und Yoko Ono (Gesang und Klavier), die während der „The First International Feminist Conference“ in Cambridge stattfand. Mildred, Mildred ist eine akustische Demoaufnahme und wurde von Yoko Ono (Gesang) und John Lennon (Gitarre) eingespielt. Die genauen Aufnahmedaten der beiden Titel werden im CD-Begleitheft nicht aufgeführt. Die CD-Veröffentlichung wurde von George Marino und Rob Stevens in den Sterling Sound Studios neu remastert. Für die Onobox wurden sechs Lieder des Albums von Yoko Ono und Rob Stevens neu abgemischt, ob diese für die 1997er Wiederveröffentlichung verwendet wurden, ist nicht dokumentiert.[1]

- Am 21. Juli 2017 wurde das erneut remasterte Album als CD[2] und Vinyl-Langspielplatte (auf schwarzem[3] und weißem[4] Vinyl gepresst) auf den Labeln Secretly Canadian / Chimera Music veröffentlicht. Die CD wurde von Greg Calbi und Ryan Smith, das Vinylalbum wurde von Greg Calbi und Sean Lennon remastert. Die CD wurde in einem aufklappbaren Pappcover vertrieben. Die Wiederveröffentlichung enthält die fünf Lieder, die ursprünglich auf der Onobox erschienen sind. In dem 2017er zwölfseitigen bebilderten Begleitheft wird aufgeführt, dass die fünf Lieder mit den gleichen Musikern des Albums Ende 1973/Anfang 1974 aufgenommen wurden. Bei den Liedern Left Turn’s the Right Turn und Potbelly Rocker wurden im Jahr 1991 eine Gitarrenbegleitung von Ben O’Cean neu eingespielt.

## Single-Auskopplungen

### Run, Run, Run
Als erste Single in Großbritannien wurde Run, Run, Run / Men Men Men am 9. November 1973 aus dem Album ausgekoppelt. In den USA wurde die Single nicht veröffentlicht.

### Woman Power
In den USA erschien am 24. September 1973 die Single Woman Power / Men Men Men.

## Chartplatzierungen
Das Album, wie auch die beiden Singleauskopplungen, konnten sich nicht in den offiziellen Hitparaden platzieren.